# British American Racing
British American Racing, cunoscută mai bine sub numele de BAR, a fost o echipă de Formula 1 care a concurat în campionatul mondial între sezoanele 1999 și 2005. BAR a început prin achiziționarea echipei Tyrrell și a folosit motoare Supertec în primul an. Ulterior, au format un parteneriat cu Honda, care a durat următorii șase ani. Echipa a fost numită după British American Tobacco plc (BAT), care a deținut-o și sponsorizat-o pentru a-și promova mărcile Lucky Strike și 555. Echipa și-a avut sediul în Brackley, Northamptonshire, Regatul Unit.
La mijlocul lunii noiembrie 2004, producătorul japonez de automobile Honda a achiziționat 45% din echipă, iar în septembrie 2005, a cumpărat restul de 55% din acțiuni pentru a deveni unicul proprietar. În consecință, BAR Honda a devenit Honda Racing F1 Team pentru sezonul de Formula 1 din 2006. BAT a continuat ca sponsor principal cu marca Lucky Strike, dar din cauza noilor reglementări de publicitate privind tutunul din întreaga lume, și-a retras sponsorizarea completă din Formula 1 la sfârșitul sezonului 2006.

## Istoric
British American Tobacco (BAT) fusese implicată în Formula 1 de mulți ani, mai multe dintre mărcile sale fiind afișate pe mașinile de F1 conduse de diferite echipe. În 1997, corporația a fost convinsă de Craig Pollock să ofere cea mai mare parte a capitalului propriu pentru a cumpăra echipa Tyrrell de Formula 1 pentru 30 de milioane de lire sterline. Pollock, Adrian Reynard și Rick Gorne au fost partenerii minoritari. Acordul a fost anunțat pe 2 decembrie 1997. Echipa era cunoscută încă oficial ca Tyrrell în 1998, înainte să devină BAR în anul următor.

### Pregătiri
Pe 23 iulie 1998, BAR a anunțat semnarea campionului mondial din 1997, Jacques Villeneuve, de la Williams, cu un contract profitabil pentru sezonul 1999. Pollock îl manageriase pe Villeneuve de-a lungul carierei sale de curse. Lui Villeneuve i s-a alăturat debutantul în F1 Ricardo Zonta. Șasiul mașinii a fost construit de Reynard Motorsport într-o nouă fabrică din Brackley și a fost propulsat de motoare Supertec (redenumite din Renault).
La lansarea noii lor mașini, BAR a dezvăluit modele separate pentru mașinile lor; Mașina lui Villeneuve a fost vopsită într-un model Lucky Strike alb și roșu, iar Zonta într-un model 555 albastru și galben. FIA a considerat că modelele duble sunt ilegale în conformitate cu regulamentele F1, care prevăd că mașinile unei echipe trebuie să aibă modele în mare parte identice. BAR a depus o plângere la Camera Internațională de Comerț (așa cum este permis de regulamentele F1), iar simultan a depus o plângere și la Comisia Europeană. Pollock a fost convocat la Consiliul Mondial al Sporturilor cu Motor pentru a explica comportamentul echipei. O potențială amendă și/sau interdicție a fost evitată atunci când Pollock a acceptat să respecte procesul de arbitraj F1, recunoscând că în depunerea plângerii la CE avocații săi au acționat independent și că declarațiile făcute în cerere nu reflectau opiniile sale personale. El și-a cerut, de asemenea, scuze Consiliului și a reiterat acceptul său cu privire la autoritatea FIA. Pentru a ocoli interdicția, BAR a vopsit o parte a mașinilor în culorile Lucky Strike, iar cealaltă parte în albastru și galben al 555. BAR a revenit la un stil mai tradițional de vopsea din 2000 încolo.
BAR avea sloganul „O tradiție de excelență”, care era privit ca fiind plin de umor de către experți, deoarece echipa nu avea istorie și, prin urmare, nu avea deloc o astfel de tradiție. Adrian Reynard a făcut, de asemenea, o afirmație ambițioasă precum că echipa va câștiga o cursă în sezonul de debut.

### Sezonul 1999
Într-un sezon de debut dezastruos, BAR nu a reușit să acumuleze niciun punct în Campionatul Constructorilor. Mașina a fost relativ rapidă și adesea se califica pe la mijlocul terenului, așa cum s-a văzut în special în Marele Premiu al Spaniei, unde Villeneuve a rulat pentru scurt timp pe locul 3 în fața mașinilor Ferrari înainte de a intra la boxe.

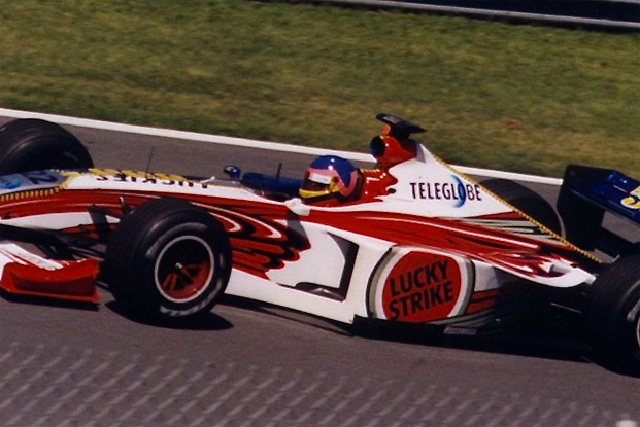
Jacques Villeneuve în.

Cu toate acestea, mașina a suferit de probleme cronice de fiabilitate, ducând la multe cazuri în care mașina nu a reușit să termine cursa. Acesta a fost mai ales cazul lui Villeneuve, care a început sezonul cu 11 retrageri consecutive înainte de primul său final de cursă al sezonului, la Marele Premiu al Belgiei, doar pentru ca mai târziu, de două ori, să nu reușească să termine cursa și în Marele Premiu al Europei și cel al Malaeziei. Evenimentul belgian a fost remarcabil, de asemenea, pentru că atât Villeneuve, cât și Zonta au avut accidente grave similare în timpul sesiunilor de calificări. S-a raportat ulterior că acest lucru a fost o urmare a unui pariu dintre cei doi piloți precum că ar putea lua faimosul viraj Eau Rouge cu pedala de accelerație la podea (lucru care era aproape imposibil la acea vreme).
Zonta a suferit un accident în timpul antrenamentelor pentru Marele Premiu al Braziliei și nu a putut participa la calificările pentru cursă. De asemenea, a fost forțat să rateze următoarele trei curse din cauza acelei accidentări. Mika Salo, care l-a înlocuit pe Zonta în acele trei curse, a oferit echipei cea mai bună clasare a sezonului, locul 7 la San Marino (deși Salo însuși nu a văzut steagul în carouri la sfârșitul cursei).

### Sezonul 2000
În timpul sezonului 1999, BAR a anunțat că Honda a devenit furnizorul lor de motoare începând cu 2000. Acordul Honda nu numai că însemna că vor furniza motoare, ci și că personalul Honda va lucra cu echipa la baza lor din Brackley și va primi sprijin complet din fabrică de la Honda, inclusiv vehicule oficiale ale echipei și motoare gratuite. Honda plănuise să intre în Formula 1 ca echipă de fabrică, dar a renunțat la idee. A fost pentru prima dată când Honda a fost implicată direct în Formula 1 după 1992. BAR nu avea însă utilizarea exclusivă a motoarelor Honda, deoarece Jordan Grand Prix folosea și ea unități de putere Mugen Honda. În anul următor, Jordan a primit motoare Honda din fabrică, dar producătorii de motoare nu puteau furniza către două echipe pentru totdeauna. Acest lucru a determinat o luptă între BAR și Jordan pentru utilizarea motoarelor Honda pe termen lung.
Mașina a fost din nou proiectată în cooperare cu Adrian Reynard, în ciuda discuțiilor despre tensiunile dintre el și directorul echipei Craig Pollock. La lansarea mașinii 002, Pollock însuși a descris sezonul 2000 ca pe o șansă de a „șterge tava” după primul lor sezon îngrozitor și a recunoscut că echipa a făcut multe greșeli în sezonul de debut.
În 2000, noul BAR motorizat de Honda a prezentat o îmbunătățire semnificativă. S-a dovedit a fi considerabil mai fiabil decât efortul anterior al echipei, dar echipa a avut locul 4 ca cel mai bun rezultat al sezonului, iar victoria pe care o promiseseră în 1999 era încă departe. La finalul sezonului, echipa a terminat pe locul 5 în Campionatul Constructorilor. Progresia și îmbunătățirea echipei au fost suficiente pentru a-l convinge pe Villeneuve să rămână la echipă.

### Sezonul 2001

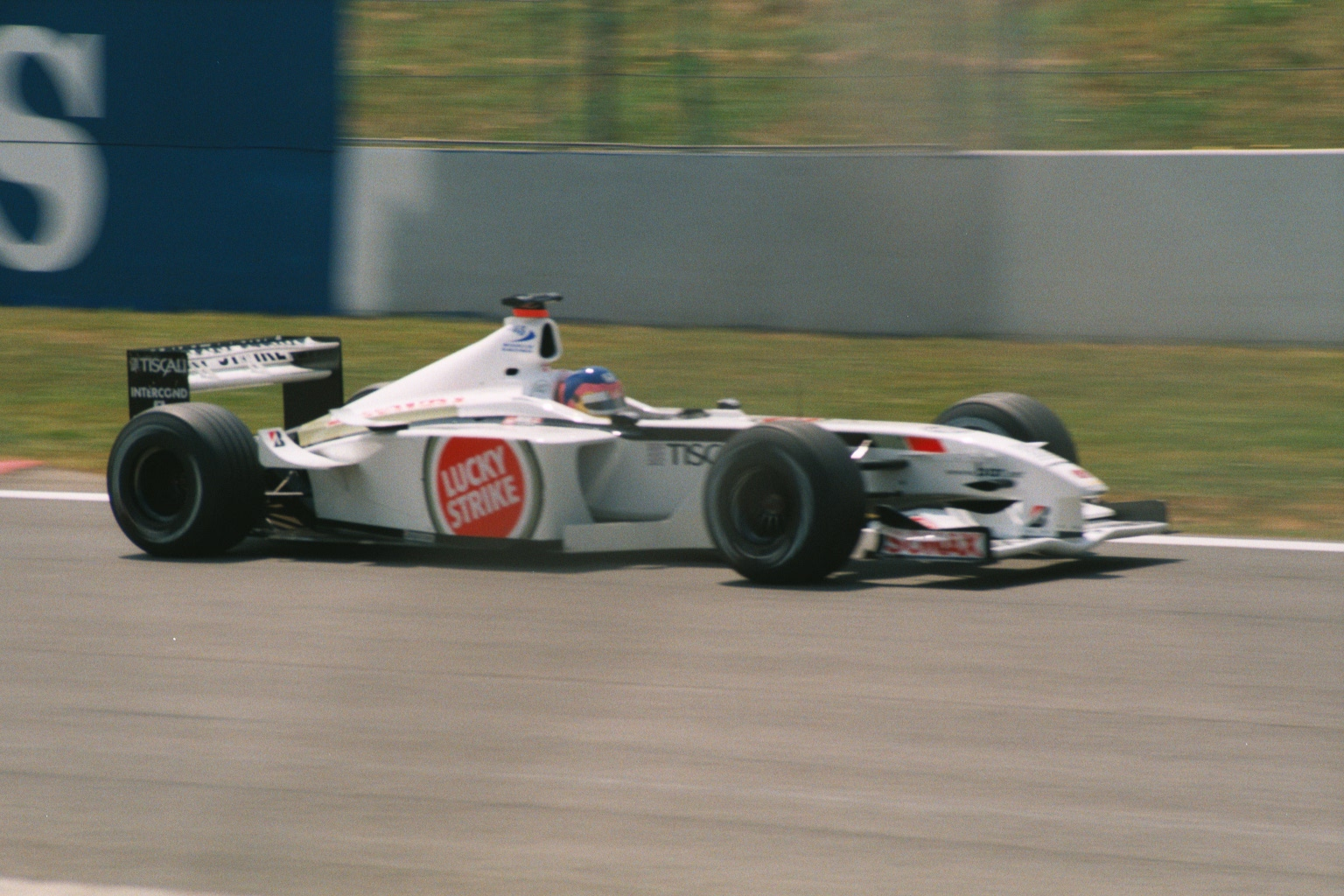
Jacques Villeneuve a obținut primul podium al echipei la.

Brazilianul Ricardo Zonta a părăsit BAR, iar în locul său a venit francezul Olivier Panis. Echipa a obținut primul podium din palmares la Marele Premiu al Spaniei din 2001, atunci când Villeneuve a încheiat cursa pe locul 3. A mai urmat încă un podium, tot prin Villeneuve, la Marele Premiu al Germaniei. În ciuda acestor performanțe, BAR a terminat sezonul pe locul 6 în Clasamentul Constructorilor, cu o poziția mai jos decât în 2000.

### Sezonul 2002
Sub presiunea British American Tobacco, Pollock a demisionat în ajunul lansării mașinii din 2002 și a fost înlocuit ca director de echipă de David Richards. Compania Prodrive a lui Richards a primit, de asemenea, un contract de management pe cinci ani pentru a conduce BAR. BAT și Prodrive au avut o relație anterioară când BAT a sponsorizat echipa Subaru din Campionatul Mondial de Raliuri, operată de Prodrive.
2002 a fost un sezon trecător pentru BAR. O proporție semnificativă a forței de muncă a fost eliminată în timp ce directorul tehnic Malcolm Oastler și designerul Andy Green au plecat. Villeneuve încă s-a chinuit să marcheze puncte, iar Panis nu a reușit să atingă așteptările. BAR a semnat un acord pentru a deveni singura echipă propulsată de Honda în 2003, în ciuda faptului că a terminat în spatele celeilalte echipe a lui Honda, Jordan, atât în 2001, cât și în 2002.

### Sezonul 2003

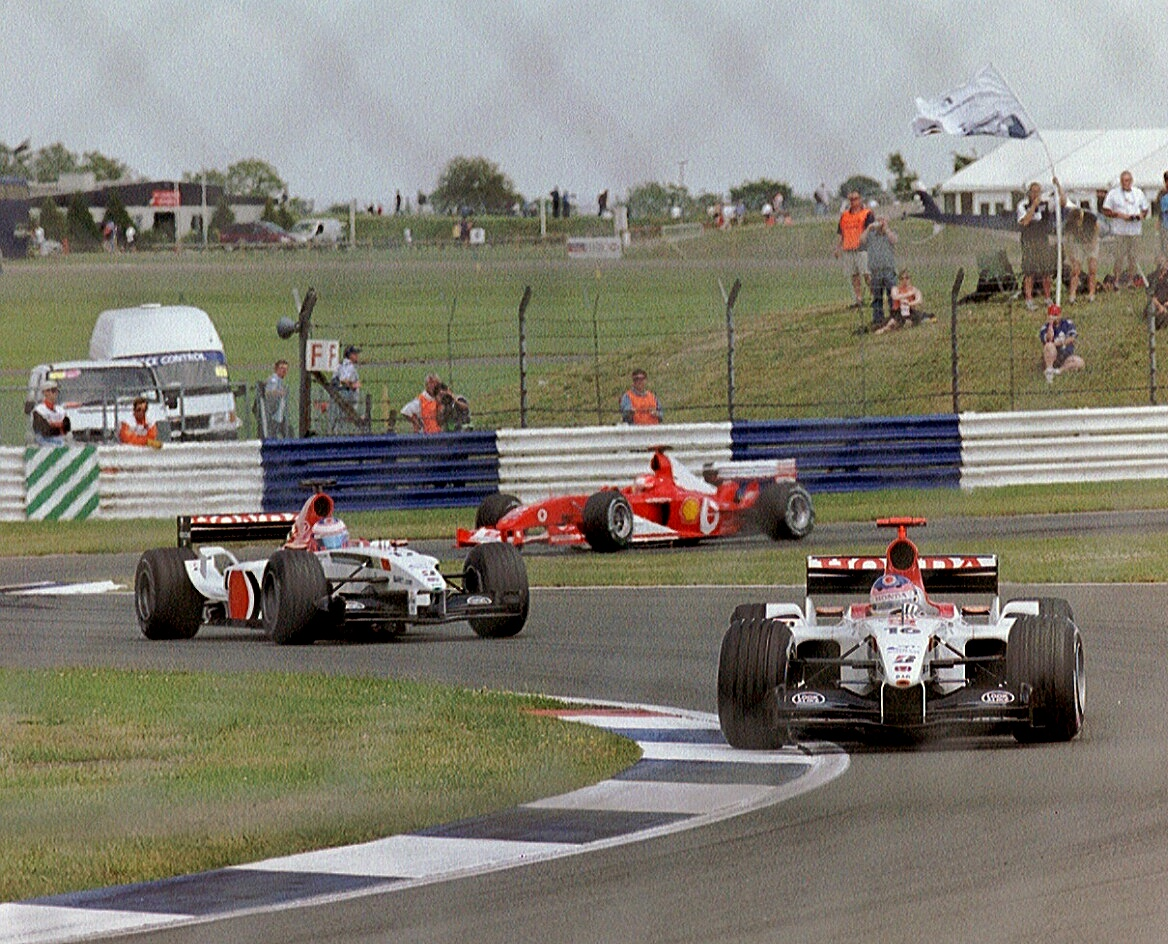
Jacques Villeneuve urmat de Jenson Button în.

BAR l-a adus pe Jenson Button pentru a-l înlocui pe Panis pentru sezonul 2003 de Formula 1. Argumentele lui Villeneuve de negociere a contractului cu David Richards s-au încheiat în cele din urmă cu înlocuirea lui înainte de sfârșitul sezonului de către pilotul japonez Takuma Sato. În mod tradițional, Honda i-a plăcut ca echipele sale să utilizeze piloți japonezi din motive de publicitate în țara natală. Button a fost la conducerea unei curse pentru prima dată la Marele Premiu al Statelor Unite. Echipa a avut probleme din cauza utilizării anvelopelor Bridgestone. În extrasezon au trecut la compania rivală Michelin.

### Sezonul 2004: apogeul
La începutul sezonului 2004, echipa a cunoscut o nouă creștere a performanței, Button obținând multe podiumuri. De asemenea, a luat primul lor pole position la San Marino. BAR a încheiat sezonul pe locul 2 în Campionatul Constructorilor, învingând fiecare echipă cu excepția Ferrari. În ciuda acestui fapt, prima victorie a lui BAR încă nu a fost atinsă.

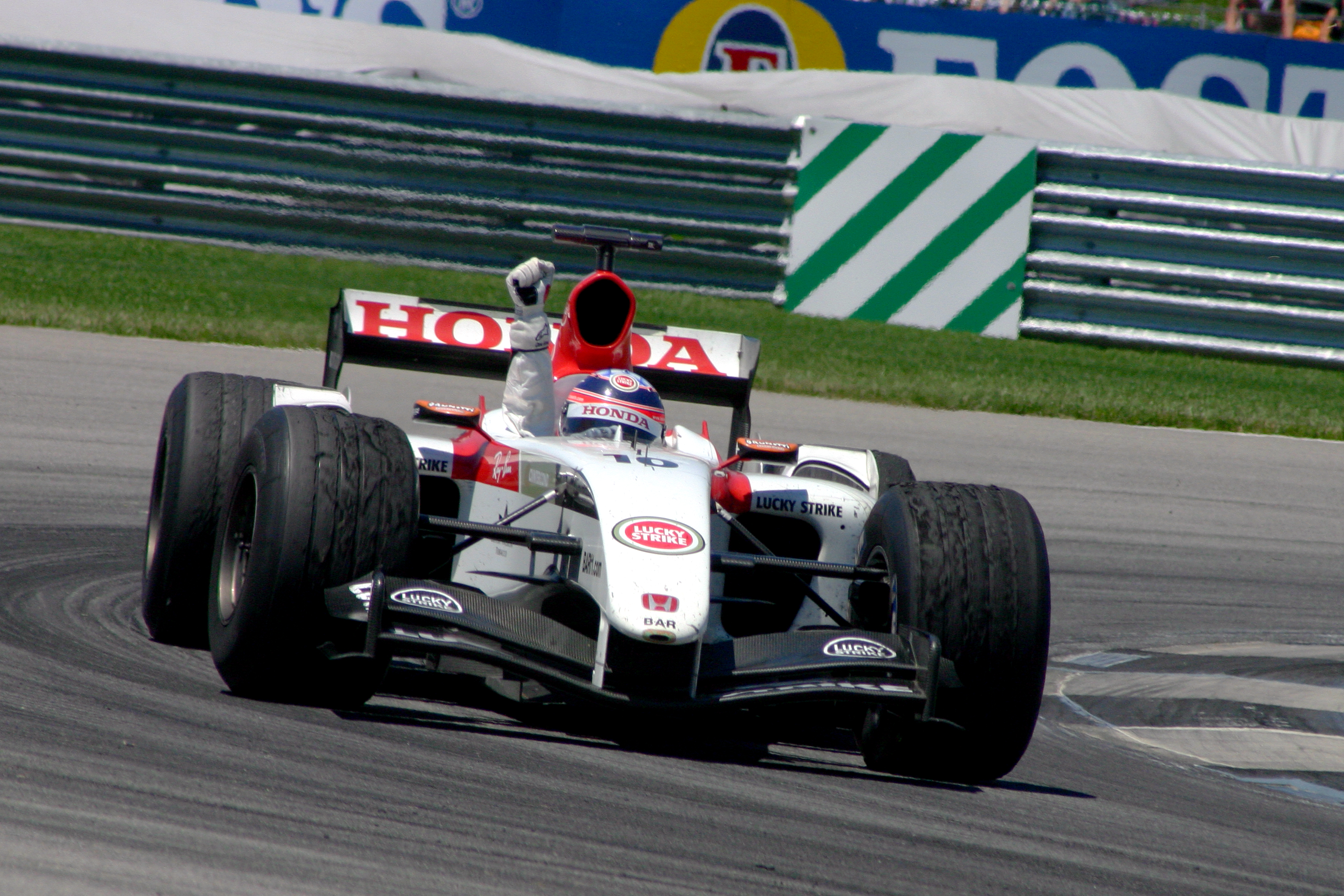
Takuma Sato sărbătorind primul său podium din Formula 1 la.

Pe parcursul sezonului 2004, o dispută cu WilliamsF1 a amenințat să umbrească performanța pe pistă a lui BAR. Ambele echipe au crezut că au un contract valabil pentru Button în 2005. Problema a ajuns în cele din urmă la Consiliul de Recunoaștere a Contractelor, care a decis în favoarea lui BAR. Button urma să conducă pentru BAR în 2005, dar a semnat ulterior un contract pentru a se alătura Williams în 2006.
Odată cu aplicarea restricțiilor din ce în ce mai aspre asupra oportunităților companiilor de tutun de a face publicitate în Formula 1, zvonurile sugerau că BAT ar încerca să vândă echipa. La mijlocul lunii noiembrie 2004, BAR a anunțat că Honda a cumpărat 45% și, ca parte a tranzacției, David Richards a plecat pentru a fi înlocuit de Nick Fry ca director de echipă. Contractul de management al Prodrive a fost, de asemenea, reziliat anticipat.

### Sezonul 2005: început slab și controversă
Începutul sezonului 2005 nu a mers conform planului pentru BAR, deoarece au avut dificultăți în primele trei curse de la începutul sezonului. Chiar cum au devenit competitivi în San Marino, BAR Honda a fost descalificată pentru că a rulat cu mașini ilegale. Acuzația a fost că mașinile au putut să concureze cu greutatea lor totală sub 605 kg, greutatea minimă necesară pentru o mașină de Formula 1. BAR a contestat acest lucru, spunând că motorul necesita un minim de 6 kg de combustibil pentru a funcționa, menținându-le astfel peste greutatea minimă. Interpretarea lor a regulilor a fost că această limită se aplică numai în timpul cursei, nu în timpul verificărilor tehnice post-cursă. FIA, și mai târziu instanța, nu au fost de acord cu această justificare. Pe lângă descalificare, echipa a fost interzisă pentru alte două curse. Echipa a indicat inițial că intenționează să lupte împotriva deciziei în fața unei instanțe civile obișnuite, dar ulterior a decis să accepte verdictul. Max Mosley, președintele FIA, a considerat sancțiunea ca fiind foarte indulgentă; dorise ca echipa să fie suspendată pentru tot restul sezonului. Cu toate acestea, ei nu au putut dovedi intenția deliberată de a înșela așa cum au făcut-o cu predecesorul lui BAR, Tyrrell, în sezonul 1984.

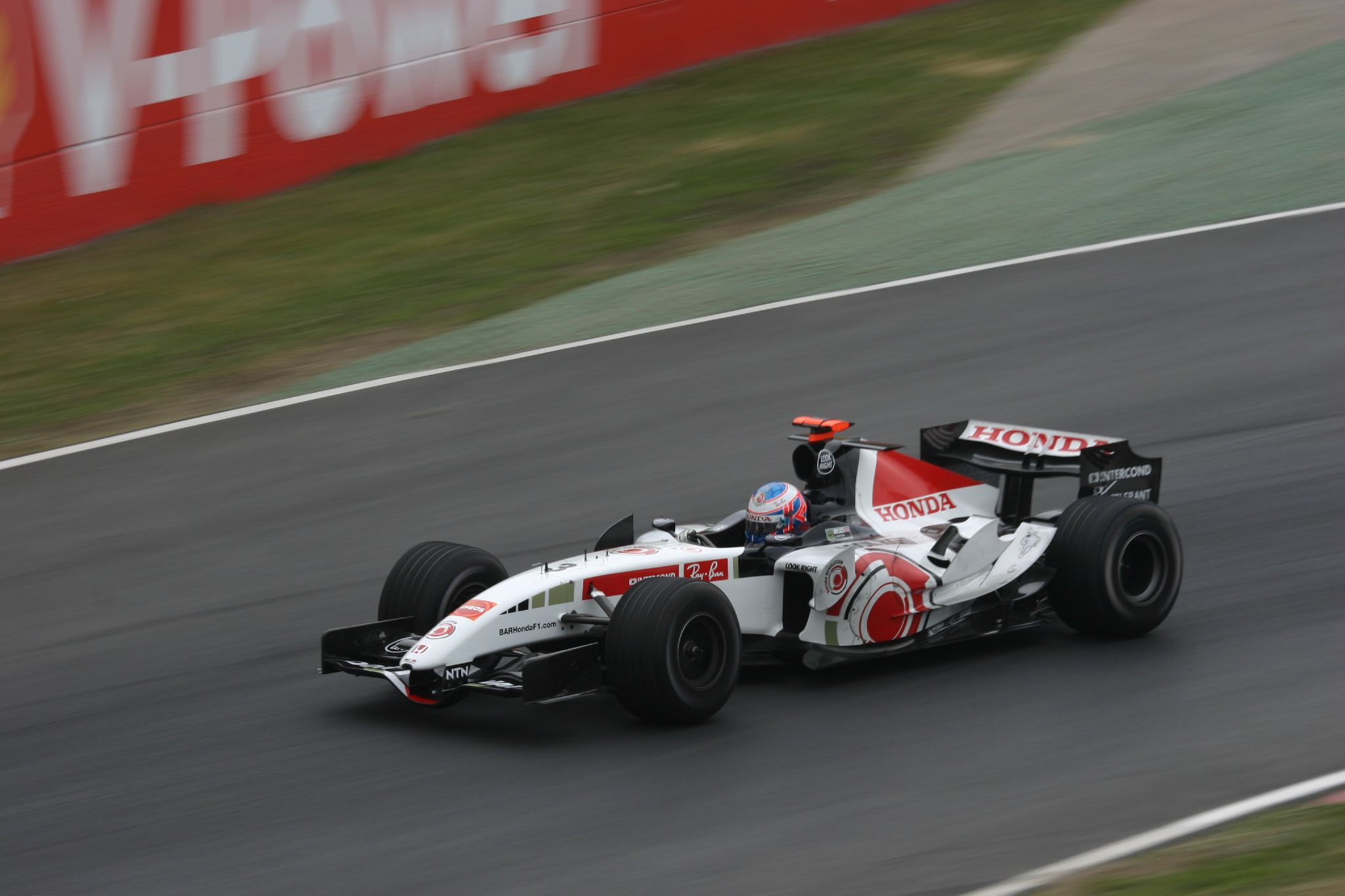
Jenson Button în.

Când BAR a revenit la Marele Premiu al Europei, echipa s-a chinuit să-și regăsească forma. Spre deosebire de sezonul precedent, BAR nu a reușit să marcheze niciun punct până la jumătatea anului, la Marele Premiu al Franței. Takuma Sato a avut un sezon deosebit de slab, înscriind doar un punct, iar ulterior, contractul său nu a fost reînnoit de BAR la sfârșitul sezonului. Sato a fost înlocuit în noua echipă Honda de fostul pilot Ferrari Rubens Barrichello. Button a marcat în fiecare dintre ultimele 10 curse ale sezonului, culminând cu 2 poziții pe podium. Confirmarea acestei îmbunătățiri s-a dovedit într-o depășire pricepută făcută de Button asupra lui Jacques Villeneuve în virajul rapid Pouhon de la Spa-Francorchamps, pe ploaie și pe exterior.
La sfârșitul anului 2005, Honda a obținut proprietatea 100% a BAR de la British American Tobacco, completându-și ambiția de a deveni o echipă de uzină completă. În plus, contractul lui Button cu Williams a fost cumpărat pentru 30 de milioane de dolari, iar Button a semnat un contract pe mai mulți ani cu Honda.
În urma vânzării echipei către Honda, BAT va reveni în Formula 1 abia în 2019, sponsorizând-o pe McLaren într-un acord de „parteneriat global” în cadrul campaniei sale A Better Tomorrow, legat de țigări electronice și produse alternative pentru fumat.

## Palmares în Formula 1
| Legendă      | Legendă                                                |
| Culoare      | Rezultat                                               |
| ------------ | ------------------------------------------------------ |
| Auriu        | Câștigător                                             |
| Argintiu     | Locul 2                                                |
| Bronz        | Locul 3                                                |
| Verde        | Alte locuri care punctează                             |
| Albastru     | Alte locuri                                            |
| Albastru     | Nu s-a clasat, dar a terminat cursa (NC)               |
| Purpuriu     | A abandonat cursa (Ab)                                 |
| Negru        | Descalificat (DSC)                                     |
| Alb          | Nu a luat startul (NS)                                 |
| Roșu         | Nu s-a calificat (NSC)                                 |
| Fără culoare | Retras înainte de calificări (Ret)                     |
| Fără culoare | Exclus (EX)                                            |
| Fără culoare | Nu a participat (celulă goală)                         |
| Adnotare     | Însemnătate                                            |
| P            | Pole position                                          |
| R            | Cel mai rapid tur                                      |
| *            | Nu a terminat, dar a parcurs mai mult de 90% din cursă |

| Sezon  | Șasiu | Motor                 | Pneu | Piloți             | 1   | 2   | 3   | 4   | 5   | 6   | 7   | 8   | 9   | 10  | 11  | 12  | 13  | 14  | 15  | 16  | 17  | 18  | 19  | Poz. | Pct. |
| ------ | ----- | --------------------- | ---- | ------------------ | --- | --- | --- | --- | --- | --- | --- | --- | --- | --- | --- | --- | --- | --- | --- | --- | --- | --- | --- | ---- | ---- |
| 1999   | 01    | Supertec FB01 3,0 V10 | B    |                    | AUS | BRA | SMR | MCO | ESP | CAN | FRA | GBR | AUT | DEU | HUN | BEL | ITA | EUR | MYS | JPN | N/A | N/A | N/A | 0    | NC   |
| 1999   | 01    | Supertec FB01 3,0 V10 | B    | Jacques Villeneuve | Ab  | Ab  | Ab  | Ab  | Ab  | Ab  | Ab  | Ab  | Ab  | Ab  | Ab  | 15  | 8   | 10* | Ab  | 9   |     |     |     | 0    | NC   |
| 1999   | 01    | Supertec FB01 3,0 V10 | B    | Ricardo Zonta      | Ab  | NSC |     |     |     | Ab  | 9   | Ab  | 15* | Ab  | 13  | Ab  | Ab  | 8   | Ab  | 12  |     |     |     | 0    | NC   |
| 1999   | 01    | Supertec FB01 3,0 V10 | B    | Mika Salo          |     |     | 7*  | Ab  | 8   |     |     |     |     |     |     |     |     |     |     |     |     |     |     | 0    | NC   |
| 2000   | 002   | Honda RA000E 3,0 V10  | B    |                    | AUS | BRA | SMR | GBR | ESP | EUR | MCO | CAN | FRA | AUT | DEU | HUN | BEL | ITA | USA | JPN | MYS | N/A | N/A | 20   | 5    |
| 2000   | 002   | Honda RA000E 3,0 V10  | B    | Jacques Villeneuve | 4   | Ab  | 5   | 16* | Ab  | Ab  | 7   | 15* | 4   | 4   | 8   | 12  | 7   | Ab  | 4   | 6   | 5   |     |     | 20   | 5    |
| 2000   | 002   | Honda RA000E 3,0 V10  | B    | Ricardo Zonta      | 6   | 9   | 12  | Ab  | 8   | Ab  | Ab  | 8   | Ab  | Ab  | Ab  | 14  | 12  | 6   | 6   | 9   | Ab  |     |     | 20   | 5    |
| 2001   | 003   | Honda RA001E 3,0 V10  | B    |                    | AUS | MYS | BRA | SMR | ESP | AUT | MCO | CAN | EUR | FRA | GBR | DEU | HUN | BEL | ITA | USA | JPN | N/A | N/A | 17   | 6    |
| 2001   | 003   | Honda RA001E 3,0 V10  | B    | Olivier Panis      | 7   | Ab  | 4   | 8   | 7   | 5   | Ab  | Ab  | Ab  | 9   | Ab  | 7   | Ab  | 11  | 9   | 11  | 13  |     |     | 17   | 6    |
| 2001   | 003   | Honda RA001E 3,0 V10  | B    | Jacques Villeneuve | Ab  | Ab  | 7   | Ab  | 3   | 8   | 4   | Ab  | 9   | Ab  | 8   | 3   | 9   | 8   | 6   | Ab  | 10  |     |     | 17   | 6    |
| 2002   | 004   | Honda RA002E 3,0 V10  | B    |                    | AUS | MYS | BRA | SMR | ESP | AUT | MCO | CAN | EUR | GBR | FRA | DEU | HUN | BEL | ITA | USA | JPN | N/A | N/A | 7    | 8    |
| 2002   | 004   | Honda RA002E 3,0 V10  | B    | Jacques Villeneuve | Ab  | 8   | 10* | 7   | 7   | 10* | Ab  | Ab  | 12  | 4   | Ab  | Ab  | Ab  | 8   | 9   | 6   | Ab  |     |     | 7    | 8    |
| 2002   | 004   | Honda RA002E 3,0 V10  | B    | Olivier Panis      | Ab  | Ab  | Ab  | Ab  | Ab  | Ab  | Ab  | 8   | 9   | 5   | Ab  | Ab  | 12  | 12* | 6   | 12  | Ab  |     |     | 7    | 8    |
| 2003   | 005   | Honda RA003E 3,0 V10  | B    |                    | AUS | MYS | BRA | SMR | ESP | AUT | MCO | CAN | EUR | FRA | GBR | DEU | HUN | ITA | USA | JPN | N/A | N/A | N/A | 26   | 5    |
| 2003   | 005   | Honda RA003E 3,0 V10  | B    | Jacques Villeneuve | 9   | NS  | 6   | Ab  | Ab  | 12  | Ab  | Ab  | Ab  | 9   | 10  | 9   | Ab  | 6   | Ab  |     |     |     |     | 26   | 5    |
| 2003   | 005   | Honda RA003E 3,0 V10  | B    | Takuma Sato        |     |     |     |     |     |     |     |     |     |     |     |     |     |     |     | 6   |     |     |     | 26   | 5    |
| 2003   | 005   | Honda RA003E 3,0 V10  | B    | Jenson Button      | 10  | 7   | Ab  | 8   | 9   | 4   | NS  | Ab  | 7   | Ab  | 8   | 8   | 10  | Ab  | Ab  | 4   |     |     |     | 26   | 5    |
| 2004   | 006   | Honda RA004E 3,0 V10  | M    |                    | AUS | MYS | BHR | SMR | ESP | MCO | EUR | CAN | USA | FRA | GBR | DEU | HUN | BEL | ITA | CHN | JPN | BRA | N/A | 119  | 2    |
| 2004   | 006   | Honda RA004E 3,0 V10  | M    | Jenson Button      | 6   | 3   | 3   | 2P  | 8   | 2   | 3   | 3   | Ab  | 5   | 4   | 2   | 5   | Ab  | 3   | 2   | 3   | Ab  |     | 119  | 2    |
| 2004   | 006   | Honda RA004E 3,0 V10  | M    | Takuma Sato        | 9   | 15* | 5   | 16* | 5   | Ab  | Ab  | Ab  | 3   | Ab  | 11  | 8   | 6   | Ab  | 4   | 6   | 4   | 6   |     | 119  | 2    |
| 2005   | 007   | Honda RA005E 3,0 V10  | M    |                    | AUS | MYS | BHR | SMR | ESP | MCO | EUR | CAN | USA | FRA | GBR | DEU | HUN | TUR | ITA | BEL | BRA | JPN | CHN | 38   | 6    |
| 2005   | 007   | Honda RA005E 3,0 V10  | M    | Jenson Button      | 11† | Ab  | Ab  | DSC |     |     | 10  | AbP | NS  | 4   | 5   | 3   | 5   | 5   | 8   | 3   | 7   | 5   | 8   | 38   | 6    |
| 2005   | 007   | Honda RA005E 3,0 V10  | M    | Takuma Sato        | 14* |     | Ab  | DSC |     |     | 12  | Ab  | NS  | 11  | 16  | 12  | 8   | 9   | 16  | Ab  | 10  | DSC | Ab  | 38   | 6    |
| 2005   | 007   | Honda RA005E 3,0 V10  | M    | Anthony Davidson   |     | Ab  |     |     |     |     |     |     |     |     |     |     |     |     |     |     |     |     |     | 38   | 6    |
| Sursa: |       |                       |      |                    |     |     |     |     |     |     |     |     |     |     |     |     |     |     |     |     |     |     |     |      |      |